# František Jan Štiasný
František Jan Štiasný (auch Štasný, * 1764 in Prag; † um 1830 in Mannheim) war ein tschechischer Cellist und Komponist.

## Leben
Der Sohn des Oboisten Jan Štiasný wirkte in Prag und in verschiedenen anderen Städten Europas, u. a. in Nürnberg, London und Paris als Cellovirtuose und ließ sich schließlich als Mitglied der Hofkapelle in Mannheim nieder. Er komponierte Duette und Sonaten für zwei Celli, ein Divertissement und ein Grand Trio für Bratsche und Celli, ein Concertino für Flöte, Bratsche und Celli sowie Soli für Cello und Generalbass. Auch sein Bruder Bernard Václav Štiasný wurde als Komponist bekannt.